# TermészetBÚVÁR
A TermészetBÚVÁR magazin egy ismeretterjesztő, 2 havonta megjelenő magazin. Főleg földrajzi és biológiai témájú. Elődje az 1935-ben alapított BÚVÁR magazin, melyet 1989-ben megszüntettek.[forrás?] Kis létszámú szerkesztői csoport látja el a kiadói gondozását, támogatók segítségével.

## Célkitűzések
A magazin szerkesztői a megfelelő környezeti kultúra megjelenését, az iskolai tananyag kiegészítését akarják a lappal elérni. Ezt az állat- és növényvilág bemutatásával, tájak leírásával, védelemre érdemes és védett területek bemutatásával , a friss kutatási eredmények leírásával érik el.

## Olvasók és terjesztők
A TermészetBÚVÁR olvasóinak száma jelentősen nő. 1991-ben nem volt 3000 előfizető sem, és egész évben mindössze 12506 példányt adtak el, addig 2002-ben a hatodik számnak már 8714 vásárlója volt, és az előfizetők száma 2008-ban átlagban 8340 volt, és mintegy 23000 példány elkelt számonként.
Önkéntes terjesztő is több van, ma már 121.